# David Zugravul
David Zugravu de la Curtea de Argeș a fost un pictor muralist și de icoane. Originar din Țara Românească a trecut Carpații și a devenit renumit pentru bogata activitate desfășurată pe parcursul mai multor decenii în Transilvania, îndeosebi în zona Bihorului.

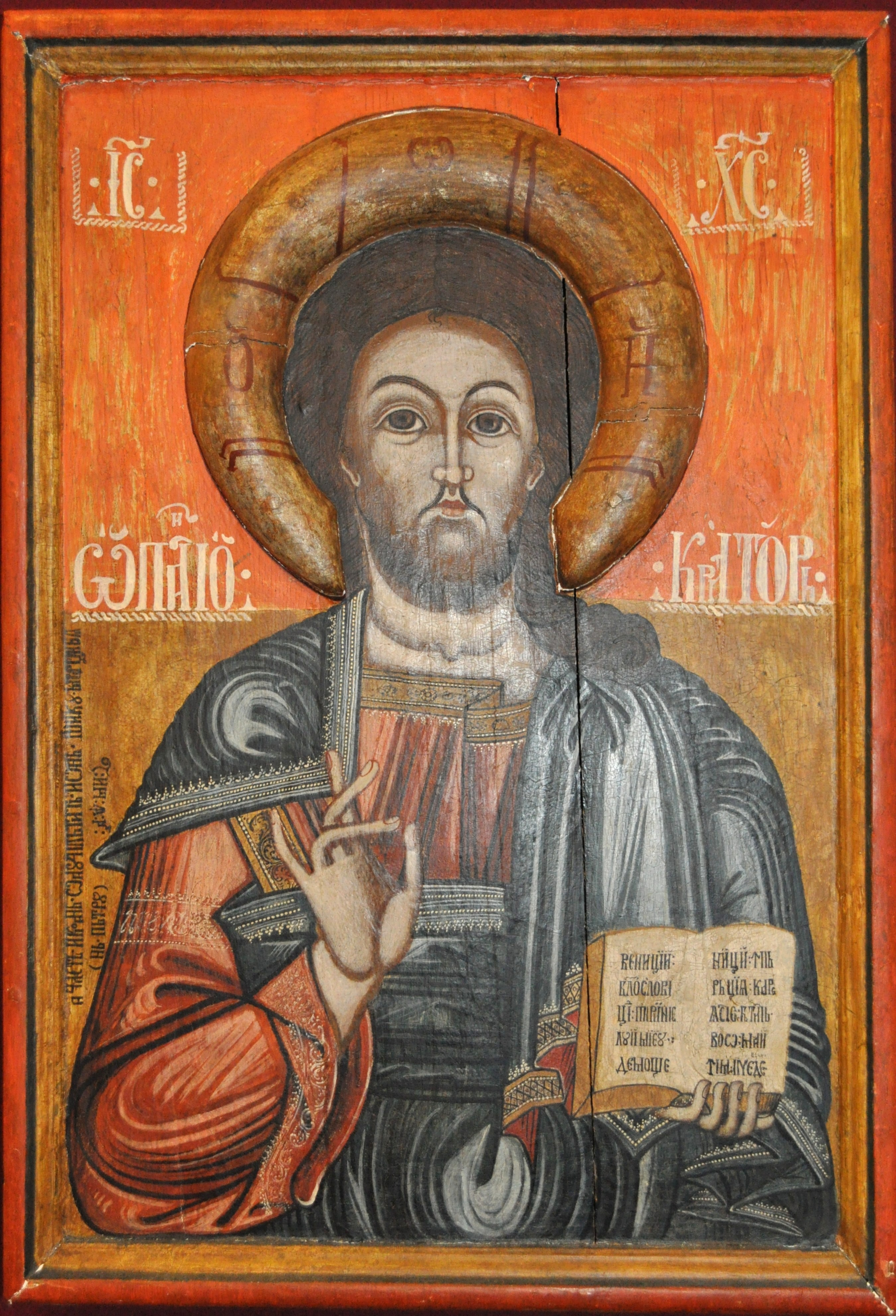
Iisus Pantocrator (David Zugravu de la Curtea de Argeș) pentru Biserica de lemn din Moldovenești, Cluj, icoană aflată în colecția Arhiepiscopiei Clujului

## Viața și activitatea
Nu i se cunoaște data nașterii, cunoaștem însă locul său de origine datorită faptului că pictorul s-a semnat adeseori „David Zugravu de la Curtea de Argeș”. Se presupune că a trecut Carpații în jurul anului 1740; presupunerea se bazează pe faptul că anul respectiv, alături de numele său și al zugravului Iacov, apar pe o icoană ce se păstra la biserica de lemn din Iernut. Marius Porumb semnalează două icoane împărătești pictate în anul 1748 la biserica din Moldovenești de David Zugravu, presupunând că acesta este unul și același cu cel care, ulterior, s-a stabilit în Bihor.

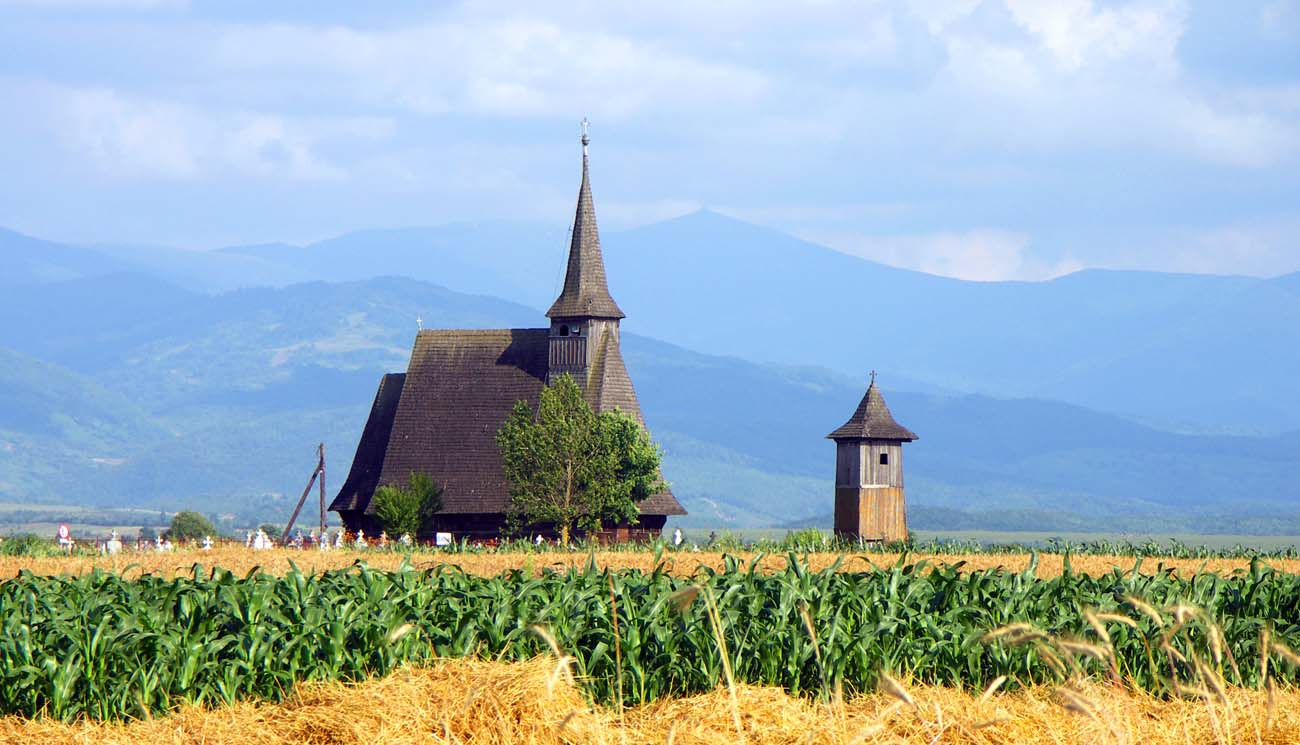
Biserica de lemn din Șebiș, Bihor. Pe peretele stâng al altarului se află inscripția "Această s. biserică o am zugrăvit eu David din Țara Românească din orașul Curtea de Argeș fiind lăcuitor în Sichitealec. Pomelnic a lui Popa Vasile 1764".

La biserica de lemn din Sebiș se află o inscripție din care rezultă că lăcașul a fost pictat de „David Zugravu de la Curtea de Argeș, locuitor în Sichitealec”. Pornind de la acest indiciu, Gheorghe Maxim și Virgil Mudura, cercetând documentele de arhivă referitoare la satul bihorean Sititelec, au adus contribuții importante la cunoașterea vieții și activității acestui zugrav. Urbariul oficial din 1772 îl trece în categoria jelerilor, cu intravilanul în suprafață de ½ metretă de Bratislava, cu obligația de a plăti un florin renan taxă anuală și de a presta „robota de 18 zile manuale”, care puteau fi răscumpărate cu bani. Nu se știe anul în care acest zugrav a ajuns în Bihor; s-a stabilit în Sititelec pe considerentul că acest sat era în proprietatea Capitlului pe domeniul căruia sarcinile feudale nu erau atât de mari ca în satele de pe domeniile Beiuș și Vașcău ale Episcopiei romano-catolice de Oradea. A contat foarte mult faptul că aici obligațiile feudale puteau fi răscumpărate cu bani, zugravul David având timp să își exercite meseria, în satele din districtele Beiușului și Vașcăului, tot timpul anului.

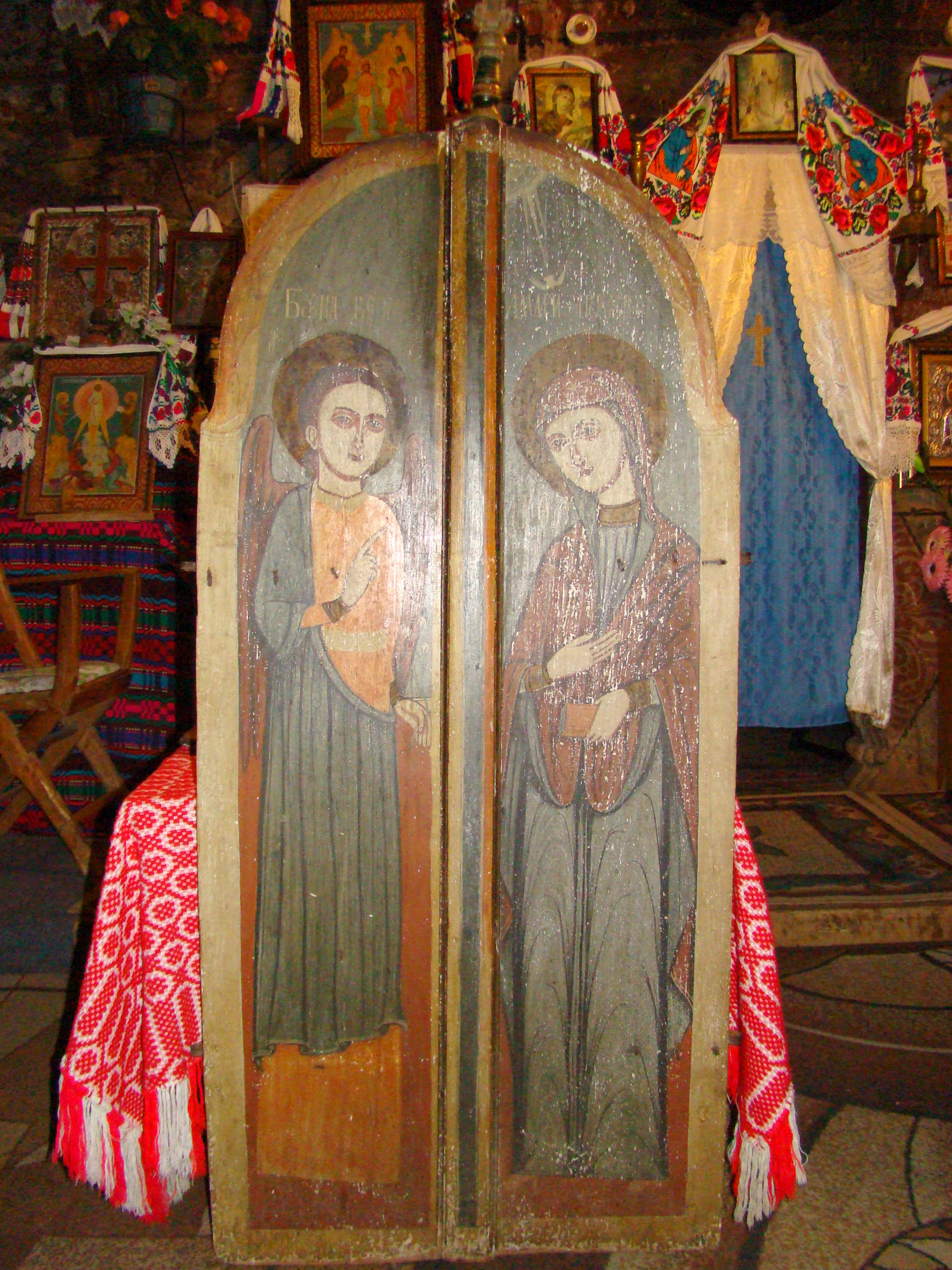
Biserica de lemn din Brădet: ușile împărătești, pictate de David Zugravul.

David Zugravul a pictat numeroase biserici din bazinul Crișului Negru, icoane pe lemn, uși împărătești. Pe șoșul stâng de la ușile împărătești ale bisericii din Brădet se află o inscripție din care rezultă că iconostasul a fost zugrăvit în anul 1750 de David Zugravu. În jurul aceluiași an a pictat și biserica de lemn din Valea de Jos. Pe ușa proscomidiei bisericii de la Rieni, sub portretul Sfântului Ioan Zlataust se află scris cu caractere chirilice „Am zugrăvit eu David 1755”. În anul următor a zugrăvit o parte din interiorul bisericii din Stâncești. În anul 1761 a lucrat la bisericile din Cornișești și Corbești. În 1764 a pictat la bisericile de lemn din Sebiș și Delani. Tot el a realizat patru icoane pe lemn pentru biserica din Ștei și ușile împărătești, zugrăvite pe pânză.

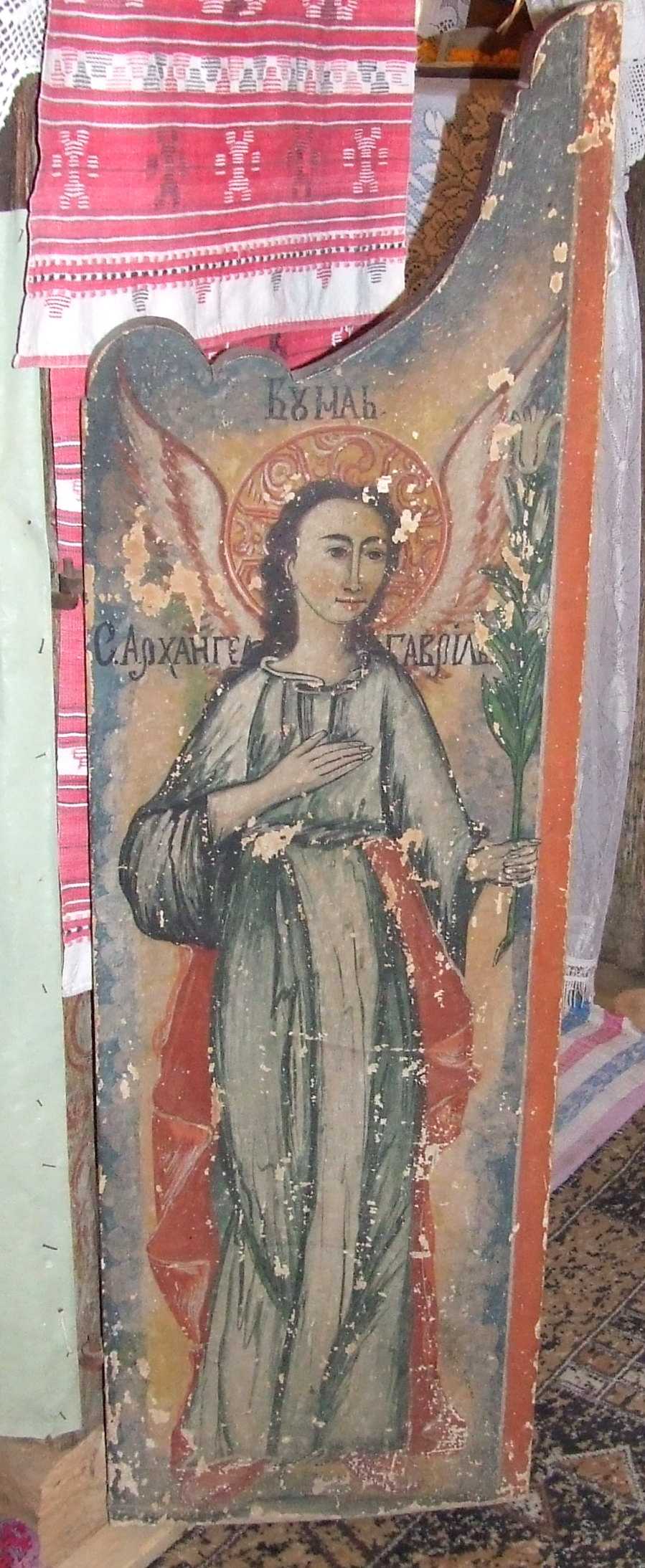
Biserica de lemn din Mierag: Prima uşă împărătească.

În anul 1776 a pictat la biserica de lemn din Hinchiriș, iar în 1777 la cea din Dumbrăvani. Tot lui îi pot fi atribuite ușile altarului de la bisericile din Sudrigiu (1778), Cociuba Mică, Goila și Mierag (1793).
Nu se cunosc data și locul morții sale. Prin activitatea prodigioasă de o jumătate de secol, s-a afirmat ca unul din cei mai importanți pictori de biserici din secolul XVIII.

## Imagini

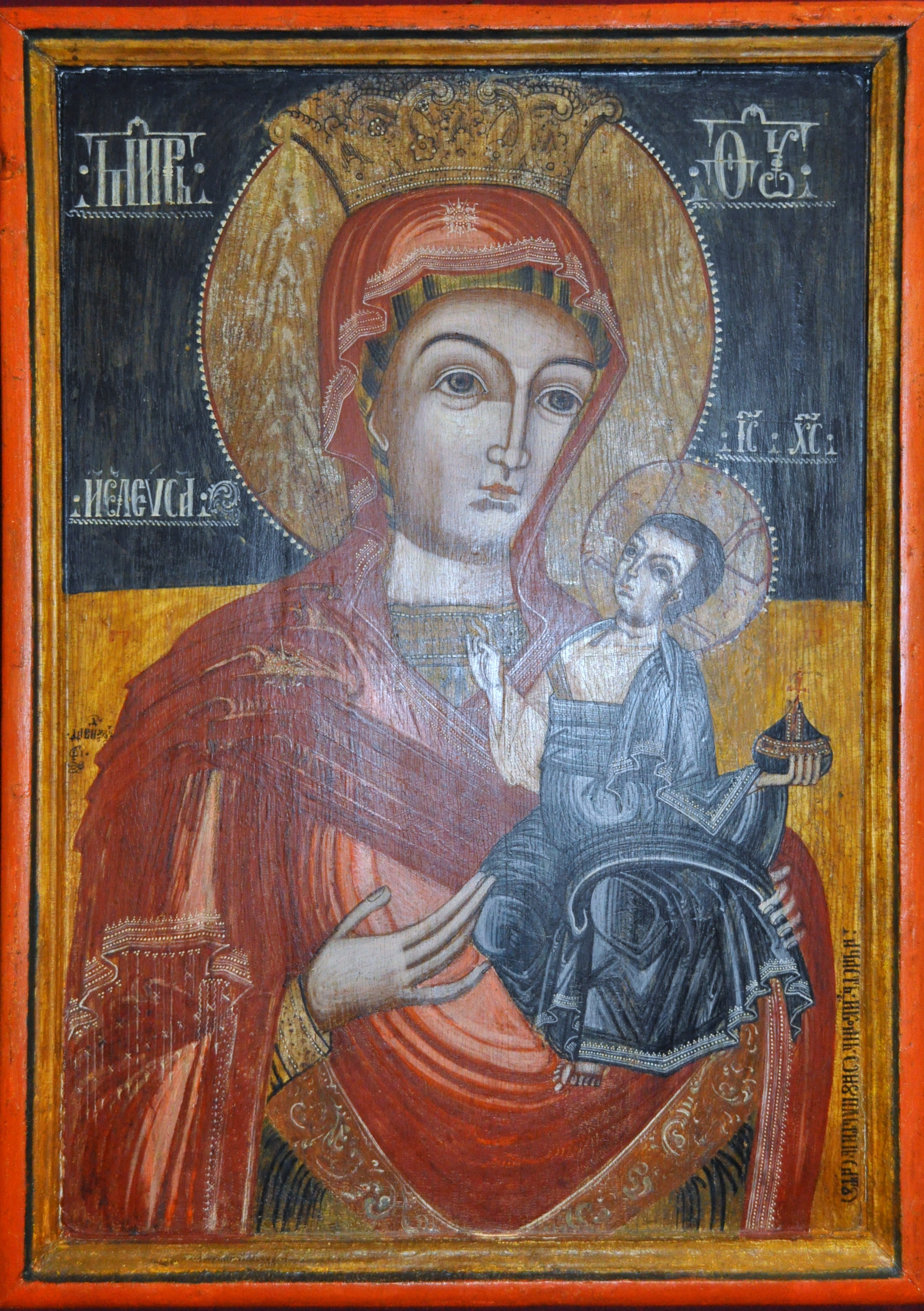
Maica Domnului cu Pruncul (David Zugravu de la Curtea de Argeș), icoană aflată în colecția Arhiepiscopiei Clujului
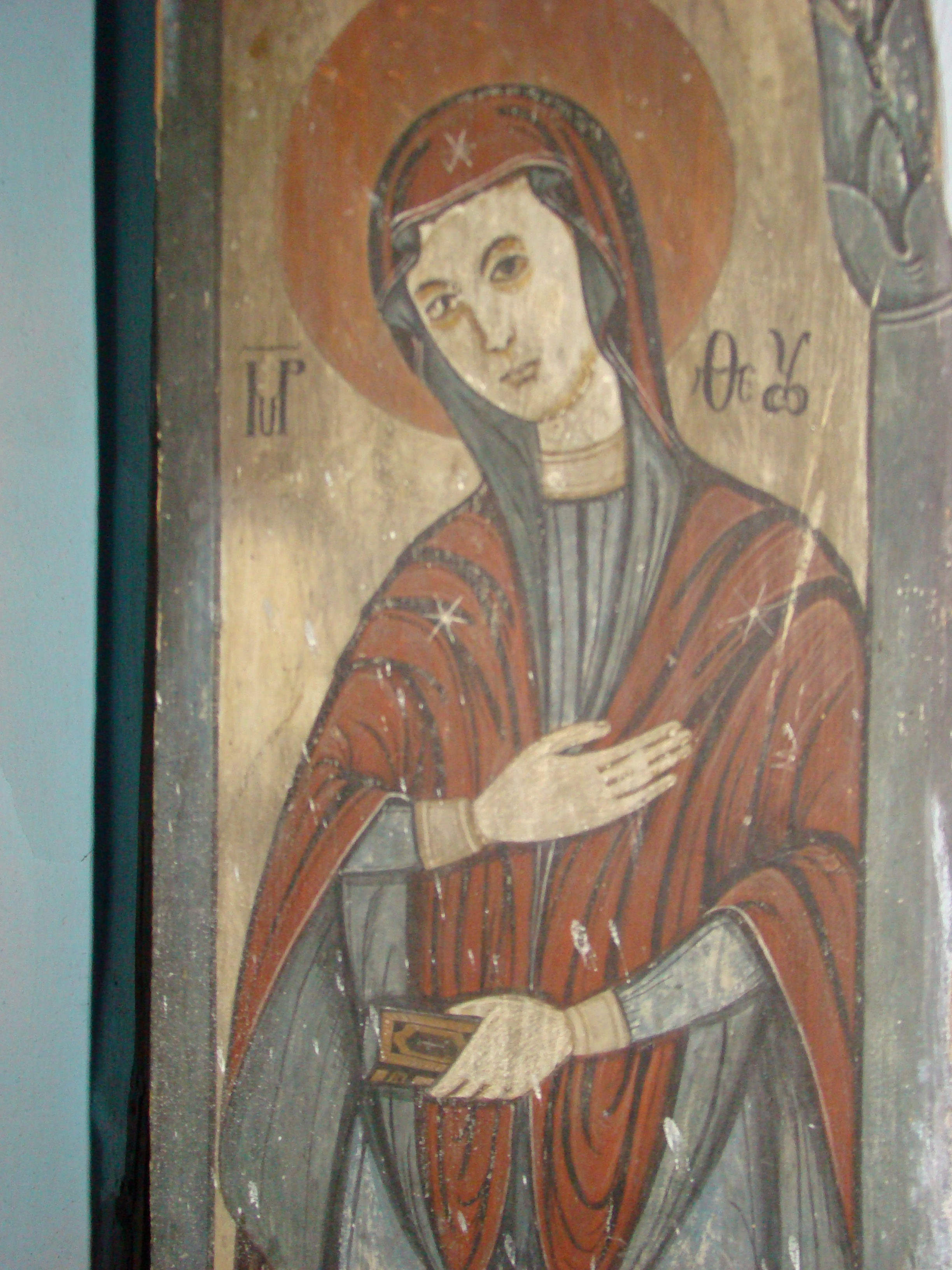
Biserica de lemn „Schimbarea la față” din Dumbrăvani, Bihor: A doua uşă împărătească
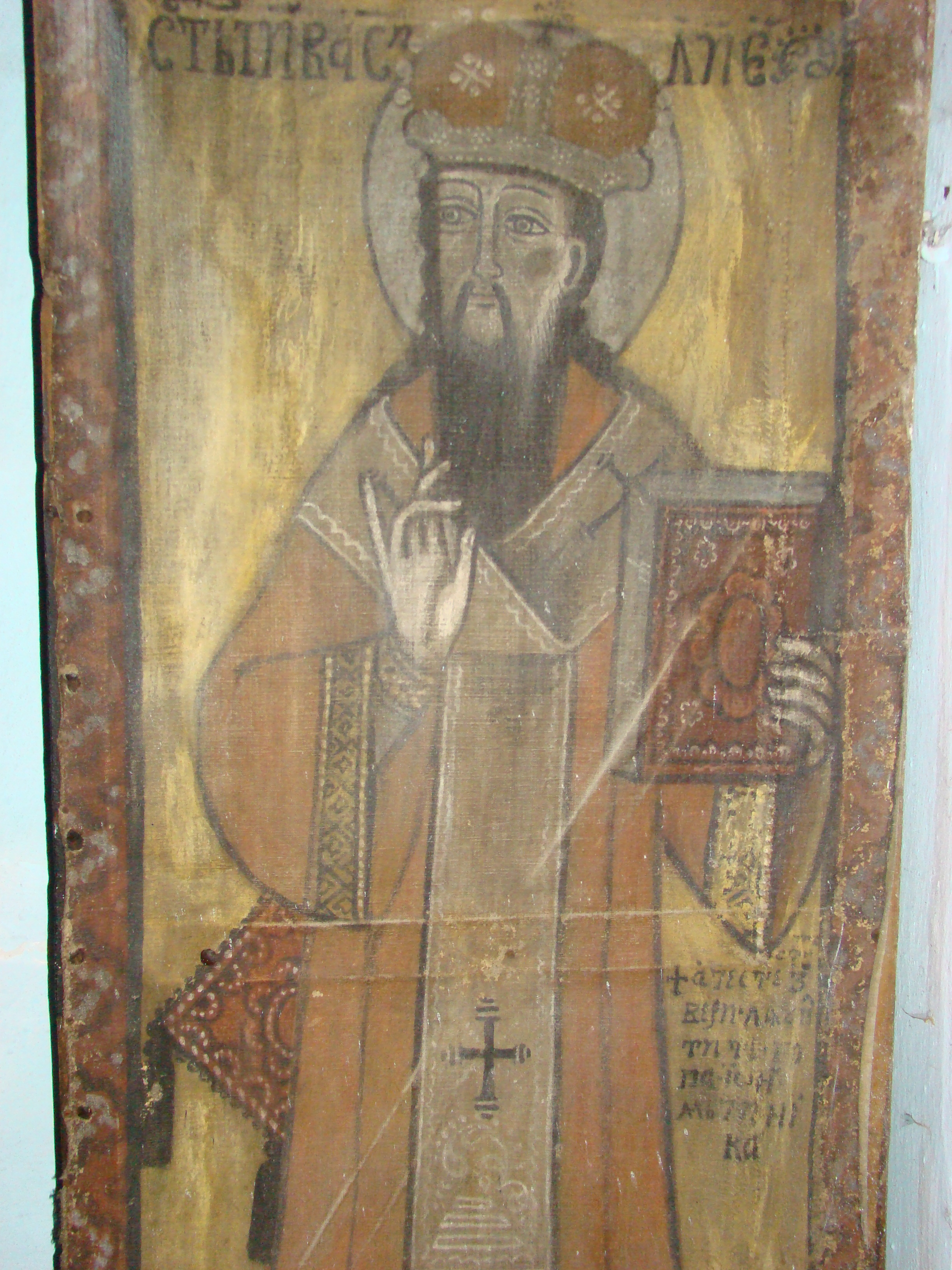
Biserica de lemn „Schimbarea la față” din Dumbrăvani, Bihor: Uşă diaconească
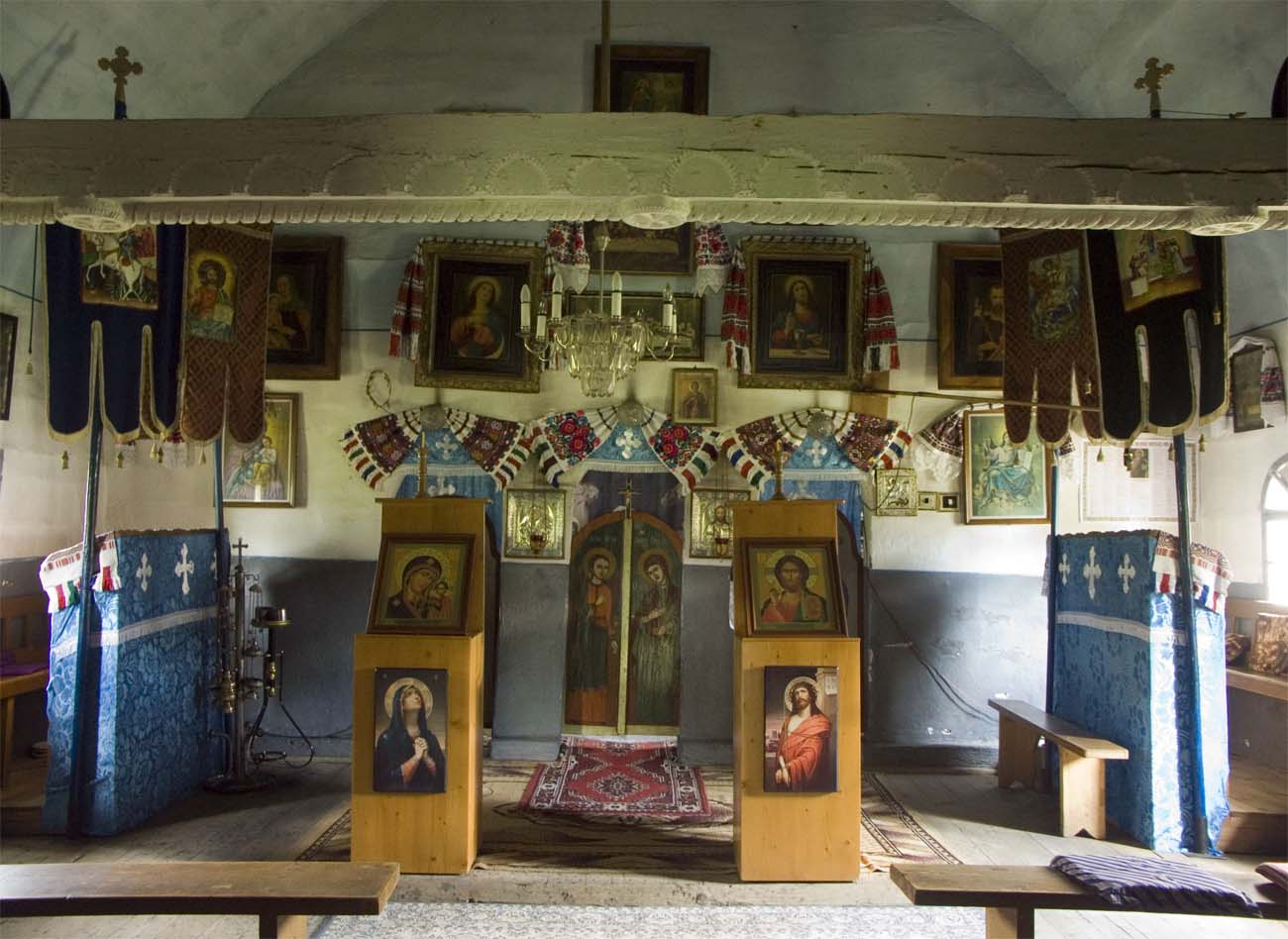
Biserica de lemn din Cociuba Mică: Nava spre iconostas
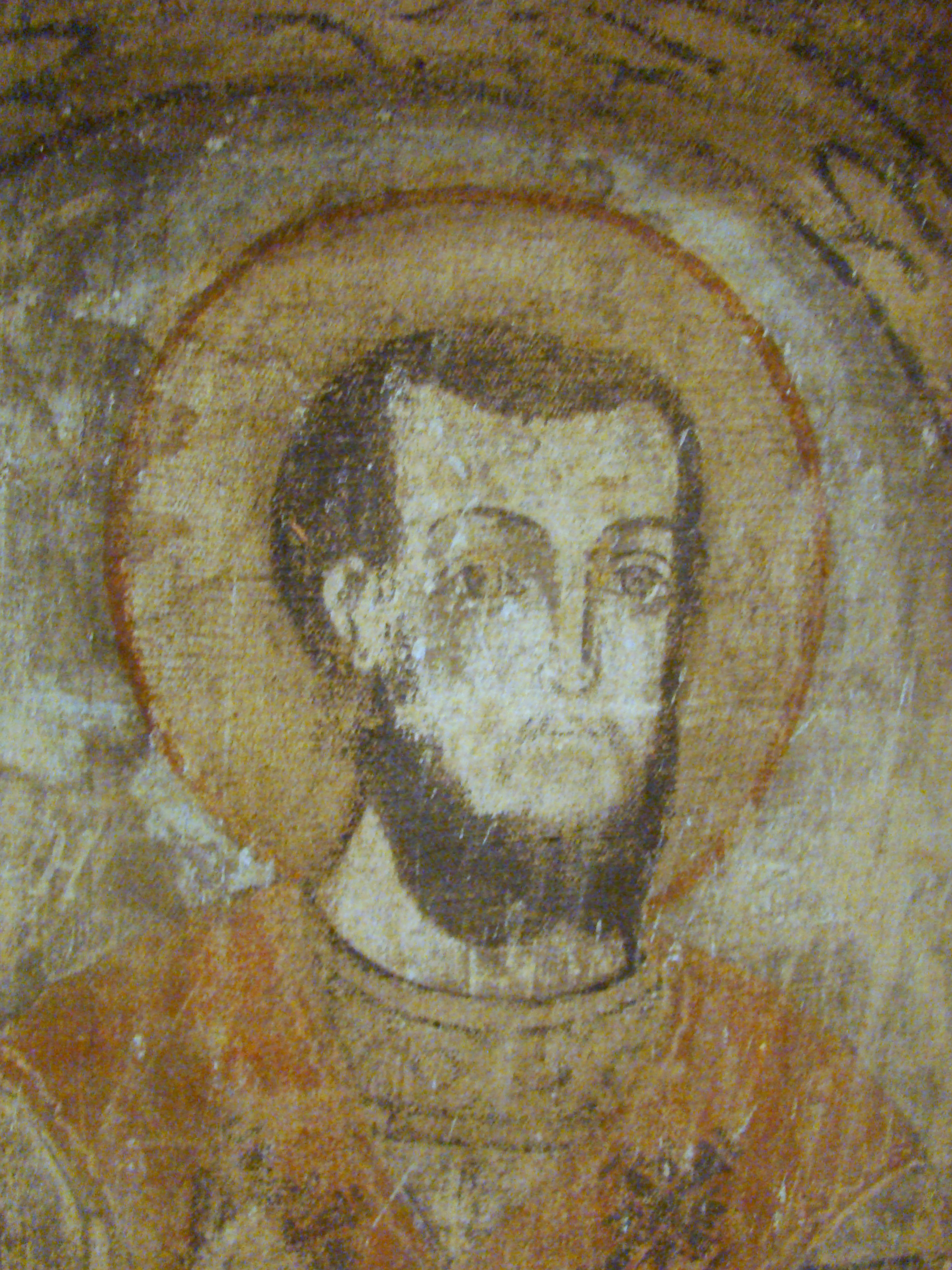
Biserica de lemn din Goila: detaliu la uşile altarului